# Eisernes Kreuz (Klötze)

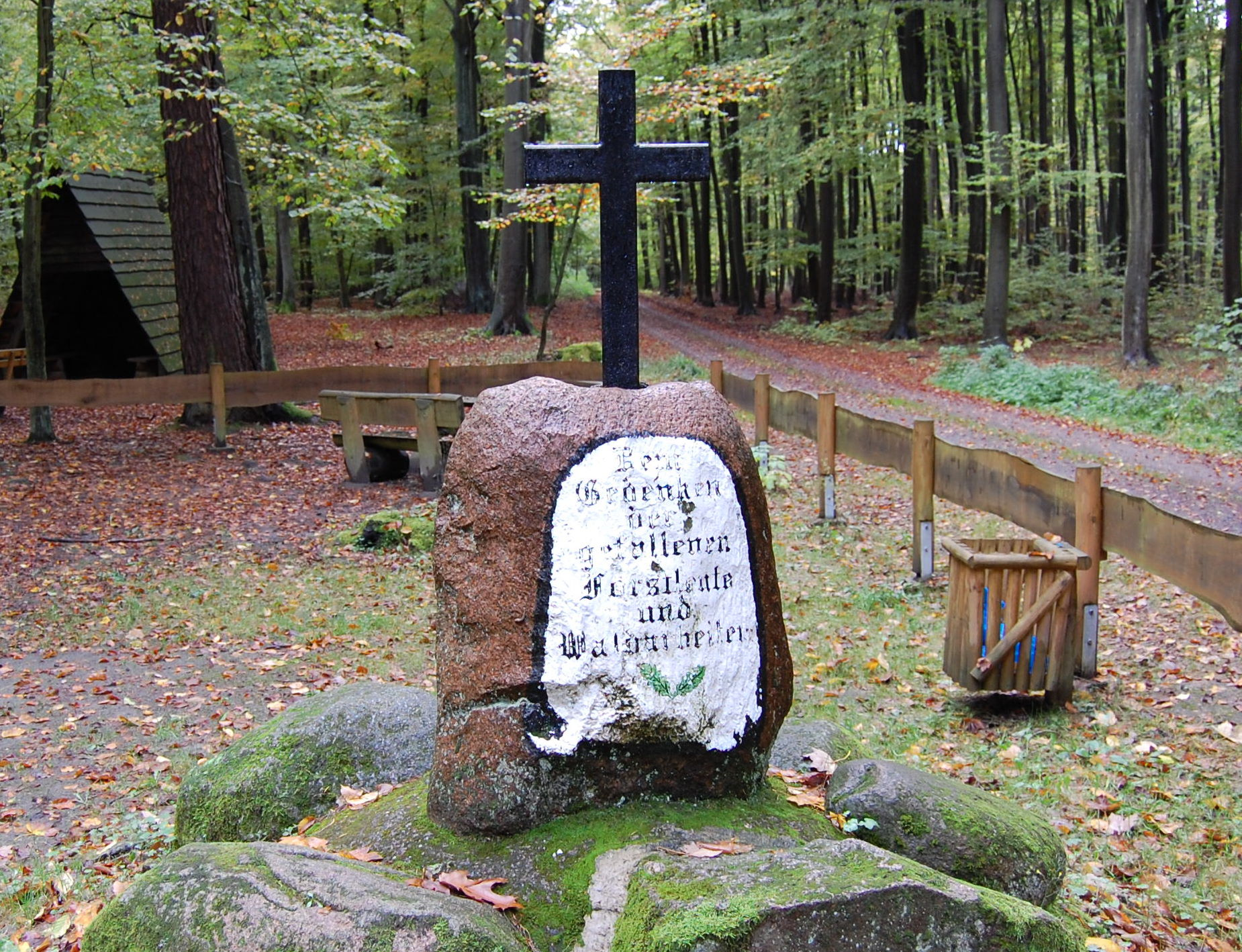
Eisernes Kreuz in Klötze

Das Eiserne Kreuz ist ein Kriegerdenkmal im Klötzer Forst in der Altmark in Sachsen-Anhalt.
Errichtet wurde das Denkmal nach dem Ersten Weltkrieg, um der im Krieg gefallenen Waldarbeiter zu gedenken. Es besteht aus mehreren Findlingen. Auf einem Sockel aus Steinen steht aufrecht ein Findling. Auf diesem ist die Inschrift Zum Gedenken der gefallenen Forstleute und Waldarbeiter aufgebracht. Der Stein wird durch ein schwarzes eisernes Kreuz bekrönt.
Das Denkmal steht an einer Kreuzung mehrerer Waldwege im Bereich der Gemarkung von Klötze, östlich der Stadt, und ist ein bekanntes Wanderziel. Der Radrundkurs Altmark führt unmittelbar vorbei. Mehrere Schutzhütten und Rastgelegenheiten sind in der direkten Nähe des Denkmals angelegt. Einige Meter südöstlich des Kreuzes steht die Bismarckeiche.
Koordinaten: 52° 37′ 10,5″ N, 11° 13′ 35″ O